# Episodi di Baskets (seconda stagione)
La seconda stagione della serie televisiva Baskets, composta da dieci episodi, è stata trasmessa sul canale statunitense FX dal 19 gennaio al 23 marzo 2017.
In Italia la serie è inedita.
| nº | Titolo originale      | Titolo italiano | Prima TV USA     | Prima TV Italia |
| -- | --------------------- | --------------- | ---------------- | --------------- |
| 1  | Freaks                |                 | 19 gennaio 2017  |                 |
| 2  | Reverie               |                 | 26 gennaio 2017  |                 |
| 3  | Bail                  |                 | 2 febbraio 2017  |                 |
| 4  | Ronald Reagan Library |                 | 9 febbraio 2017  |                 |
| 5  | Fight                 |                 | 16 febbraio 2017 |                 |
| 6  | Marthager             |                 | 23 febbraio 2017 |                 |
| 7  | Denver                |                 | 2 marzo 2017     |                 |
| 8  | Funeral               |                 | 9 marzo 2017     |                 |
| 9  | Yard Sale             |                 | 16 marzo 2017    |                 |
| 10 | Circus                |                 | 23 marzo 2017    |                 |